# Chobotnatka kachní
Chobotnatka kachní (Theromyzon tessulatum) je velká pijavice z čeledi chobotnatkovitých, rozšířená v Evropě.

## Vzhled
Často mění tvar, dle prodloužení dosahuje délky mezi 2 až 5 cm. Má široké, zploštělé, zelenohnědě zbarvené tělo, často se šesti řadami světlých skvrnek. Po nasycení chobotnatce kachní prosvítají tmavé orgány. Má čtyři páry očí. Zadní přísavka je široká a nápadná, zato přední přisavka není při pohledu shora vůbec viditelná.

## Výskyt
V České republice je hojná v nižších polohách, ve stojatých či pomalu tekoucích sladkých vodách s kamenitým či bahnitým dnem. Jedná se o převážně nočního živočicha.

## Potrava
Jedná se o hematofágní druh živící se krví vodních ptáků, nejčastěji kachen kde saje většinou v ústní či nosní dutině. Vhodný hostitel musí mít tělesnou teplotu 37 až 40°C. Proniká i do dýchacích cest, čímž může způsobit smrt hostitele.

## Synonyma binomického jména
Vědecké pojmenování druhu má následující synonyma:
- Hirudo tessulata (O.F. Müller, 1774)
- Hirudo tessulatum (O.F. Müller, 1774)
- Theromyzon tessulata (O.F. Müller, 1774)
- Glossiphonia tessulatum (O.F. Müller, 1774)
- Clepsine tessulatum (O.F. Müller, 1774)
- Erpobdella tessulata (O.F. Müller, 1774)
- Clepsine tessulata (O.F. Müller, 1774)